# 綏遠抗戰
綏遠抗戰（日语：綏遠事件）为1936年11月至12月間發生於中華民國綏遠省（今中华人民共和国内蒙古自治区中部）的戰爭，戰爭雙方分別為傅作义率领的晋绥军和李守信、德穆楚克栋鲁普旗下的大汉义军和蒙古军。这场战争是抗日戰爭初期双方主要交火之一，共分为红格尔图战役、百靈廟戰役和锡拉木楞庙战役三场战役。抗战初期晋绥军处于守势，在成功抵挡住大汉义军对红格尔图的进攻之后开始发动反攻，并夺回了被蒙古军控制的百灵庙。大汉义军连同蒙古军在关东军空军的配合之下对百灵庙发动反扑，被晋绥军重创并击退。此后晋绥军在锡拉木楞庙附近对大汉义军发起总攻，将该地区的大汉义军几乎全歼，部分大汉义军将领率部投靠了晋绥军。战争最终以晋绥军大获全胜而告终，大汉义军在此次战争中几乎全军覆没，并最终被撤销编制，日本方面因为此次严重失利而减少了在总攻中使用日伪军的次数。因为百灵庙戰役在整场战争中规模和影响最大，此后很多媒体和研究人员用“百灵庙战役”或“百灵庙大捷”来指代整个绥远抗战。

## 战争背景

### 内蒙古自治

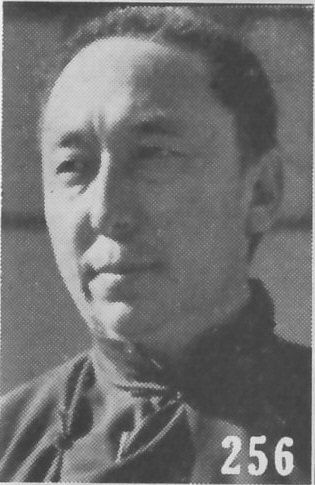
《最新支那要人傳》中的德王

1928年，南京国民政府将原有的察哈尔特别区、热河特别区以及绥远特别区改设成察哈尔省、热河省以及绥远省三个省份。在此之前，居住在这些地区的蒙古王公们对内蒙古建制的撤销一直表示反对，改为设置省后，他们的反对的态度也愈演愈烈。
1933年7月，德王和百灵庙喇嘛巴图巴亚尔联合其他蒙古王公在百灵庙开会、决定联合向南京国民政府施压，要求内蒙古自治。1934年1月，蒙古地方自治政务委员会在乌兰察布盟百灵庙成立（史称百灵庙蒙政会）。该委员会隶属国民政府行政院，同时受蒙古地方自治指导长官的监督指导。在该委员会中，云王担任委员长（1936年1月由副委员长索王继任），德王担任秘书长（1936年1月升任副委员长），并实际掌管该委员会的职能。蒙政会下辖锡林郭勒盟的十个旗、察哈尔省的十二个旗、乌兰察布盟的六个旗、伊克昭盟的七个旗、归化土默特部特别旗、阿拉善霍硕特旗以及额济纳旧土尔扈特旗。蒙政会在成立后和绥远省政府之间的权力界限并没有得以明确划分，在税收分配等问题上双方一直争执不下，甚至爆发过交火。

### 日本开始介入

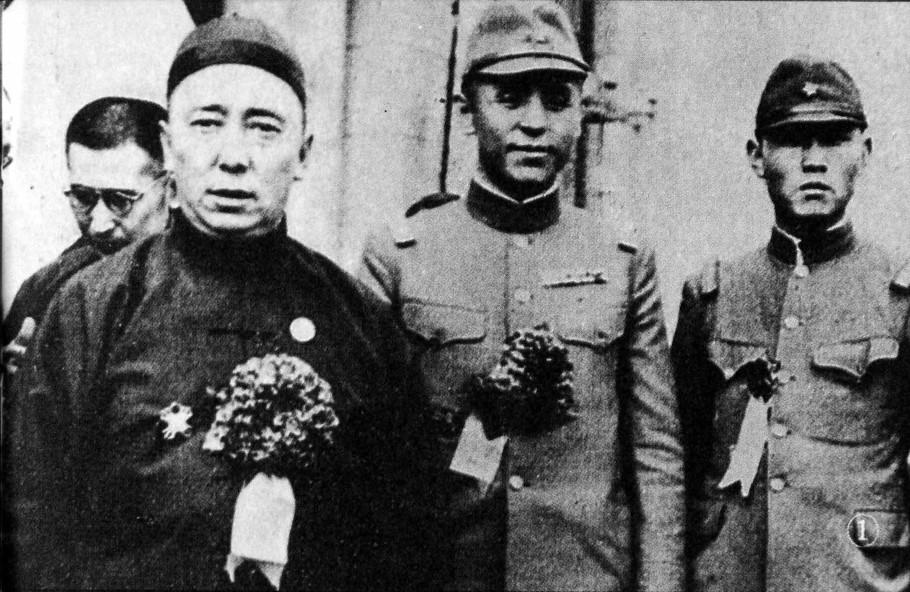
德王（左）、李守信（中）和日本佔领军

早在1933年日軍奪取熱河省後，就策劃進犯綏遠:512。1933年3月，日军侵占热河省的过程中，驻守开鲁的原东北军骑兵第17旅李守信部投降日军，被改编为“兴安游击师”。5月，在中國共產黨推動下，察哈爾民眾抗日同盟軍開始向察哈爾偽軍進攻，人數約10萬。7月4日，吉鴻昌指揮同盟軍攻打察北重鎮多倫，但多日不下，同盟軍遂與多倫偽軍將領李守信談判，“借”多倫一個月，李守信答應，同盟軍佔領多倫一個月後退出。國民政府以實現軍令統一為由，派遣軍隊進逼張家口，威脅同盟軍後方，同盟軍被迫解散。7月16日，关东军参谋部制定的《暂行蒙古人指导方针要纲案》中提出，对内蒙古西部地区“主要以和平的文化工作为主，特别是以经济联系来引导其自发地亲日满，……促进成立具有排华色彩的自治政府。”为此，关东军于9月将李守信部改编为察东警备军，将其两个支队改称为师。同时将多伦县改称为察东特别自治区，任命李守信为行政长官，设立关东军多伦特务机关，军事和行政方面均受多伦特务机关长指挥。从此，多伦成为关东军“内蒙古工作”的据点。
11月30日日本内阁制定《帝国外交政策》和陆军省(部)对该文件提出的最后修正案，标志日本分离华北政策形成。这一政策要达到的总目的是要“驱逐国民政府势力于华北之外”。具体地说，这一政策的主要内容有两个：一是联合德王统一内外蒙古。成立伪“蒙古国”；二是策动河北、山東、山西、察哈爾和綏遠五省脱离国民政府“成为自治地区”。

### 华北自治运动
1935年4月，日本关东军司令官南次郎和中国驻屯军司令官梅津美治郎共同商定华北5省自治运动方案，表明分离华北政策开始推行。这一分离华北的工作，分别在察绥方面和华北方面同时展开。华北方面主要由中国驻屯军负责、关东军协助，察绥方面主要由关东军负责。7月，關東軍參謀部制訂《對內蒙措施要領》，內中指出：「對於綏遠的傅作義將軍，隨著華北工作的進展，如果可能，或者先行收買，努力使其行動符合於關東軍的意圖；但如果認為無論如何難以實現時，就抓住時機，把他打倒，驅逐到山西省內。」:1721935年8月，日軍大施威脅，縱令特務機關，到處滋擾:31。

### 日军入侵华北
在入侵华北方面，关东军、中国驻屯军首脑人物纷纷出动，企图策动宋哲元、阎锡山、傅作义、韩复榘、商震等华北将领脱离国民政府，实行华北5省“联合自治”；与此同时，唆使河北省滦榆区行政督察专员殷汝耕于1935年11月25日在通县宣布“脱离中央自治”，成立冀东防共自治政府，以此推动分离华北工作。
1935年12月18日，冀察政务委员会成立。该委员会被认为是适应日本“华北政权特殊化”的要求而成立的，其管辖区为冀察两省和平津两市。日本方面认为冀察政权将成为华北5省脱离国民政府而独立的“阶梯”。不久，日本发现国民政府逐步使冀察政权“中央化”。宋哲元也提出“力保主权”的口号，公开宣布“冀察外交今后将严格遵守中央政府的政策”。因此，“以日满华亲善……为目的的冀察政权完全改变了性质”。
在加紧分离华北的同时，日本也在将自己的势力向内蒙古西部扩张。从1933年7月到1936年1月，日本军方陆续炮制了《暂行蒙古人指导要案》、《对察施策》、《对内蒙措施要领》以及《对蒙（西北）施策要领》等一系列文件，其核心内容是：促成内蒙古西部地区“转向亲日”，成立“自治政权”，最终使之“脱离中央而独立”。《关于建立蒙古国的意见》和《满洲国接邻地方占领地统治案》两个文件中，对未来将要在内蒙古地区建立的“蒙古国”的国家机构、行政区域、财政经济以至国号、元首、首都等都作了详细说明。为了达成这一目的，日军于沽源县发动了两次察东事件，成功迫使南京国民政府免去宋哲元的察哈尔省省长职务。而日方也在自己的文件中承认“这一事件事实上具有援助德王内蒙自治工作的意义”。此后，日军命李守信的伪察东警备军进攻察哈尔北部，并侵占了多伦。《秦土协定》签订后，12月，关东军以中方不履行《秦土协定》为借口，命令李守信率察东警备军向宝昌、沽源进攻，并派满航临时独立飞行中队参加作战。12月10日，李守信部与关东军派出的特设队一起不战而占领宝昌；12月12日又在关东军飞机支援下攻占沽源县城；12月30日和31日分别进驻张北、商都县城。12月30日，关东军参谋田中隆吉、多伦特务机关长浅海等与察哈尔省代主席张自忠达成由蒙古保安队进驻察北六县的协议。这样，李守信部即以蒙古保安队名义进驻沽源、张北、宝昌等六县。接着又占领了崇礼、尚义、化德。至此，察北地区已完全处在关东军的控制之下。
1936年1月，關東軍制定新的《對蒙（西北）措施要領》。1月12日，天津日本駐屯軍參謀中井升太郎偕太原特務機關長和知鷹二和羽山喜郎往太原訪閻鍚山，又訪傅作義，策動晉綏加入冀察政務委員會:490。1月20日，在关东军的策划下，在张北成立了伪察哈尔盟公署。

### 德王公开投日
1934年2月，盛岛角房率一部分特务机构人员遍访察哈尔部各旗总管和锡林郭勒盟各旗的王公。在苏尼特右旗拜访德王（成吉思汗第三十世孫、察哈爾省政府原委員德穆楚克棟普親王）时，因德王当时正在向南京政府请求允许“蒙古自治”问题，双方还没发展到后来“协力”的地步。所以，德王“尽管对日本怀有好感，但对日本方面并没有提出任何要求”。与德王会面后，盛岛认为“当前能成为日本蒙古工作对象的人，非德王莫属”，并迅速向关东军参谋部作了汇报。盛岛角房离开后，云继先向德王报告，称达密凌苏龙所率领的蒙政会保安团被傅作义收编。
失去了唯一的部队的德王开始和李守信接洽，同时开始和关东军正式接触，商讨成立“蒙古国”的相关事宜。为了阻止德王的行动，傅作义建议国民政府将“蒙古地方自治改为以省为单位”，将蒙政会一分为二，分为“绥远省境内蒙古地方自治政务委员会”和“察哈尔省境内蒙古地方自治政务委员会”。此外，从1935年下半年开始，一些王公贵族在傅作义的策动下开始致电南京政府，要求脱离百灵庙蒙政会，另订分区办法，组织自治委员会。这些建议最终被南京国民政府采纳，准许“乌伊两盟零丁分区设治办法，免于参加蒙古地方自治政务委员会，并准在爱金合洛设立自治机关”。日軍扶植德王和李守信，成立「蒙古軍總司令部」；還收買偽軍頭目王英，組織「蒙漢西北防共自治軍」和「大漢義軍」:512-513。
1936年1月，日軍指示李守信部侵佔察哈爾以北6個縣，意圖進佔綏遠大青山以北各縣，更進而推向西北甘肅、寧夏、新疆三省邊界，阻塞中國西北地區對外交通，割斷與蘇聯聯繫，實現「滿蒙政策」:513。2月10日，“蒙古军总司令部”正式成立，建立蒙古军，德王亲任蒙古军总司令，李守信任副总司令；下辖九个师、一个炮兵团和一个宪兵队。但日军在化德县组建大汉义军的行动引起了德王的不满，德王认为这是日军在限制他的权力和影响力。5月12日，蒙古军总司令部正式改为蒙古军政府，云王、索王、沙王任正副主席，德王任总裁，负实际责任，总裁之下设4个帮办，协助总裁处理军政事务，李守信名列4帮办之首。

### 伪军小幅骚扰
日军唆使伪蒙军侵占察北六县后，1936年7月底开始，盘踞在察绥边境的两支伪军向绥军发动试探性进攻。7月26日，伪“西北防共自治军”总司令王道一率其部众2000余人，陆续由察北之商都经十苏木、半个苏木、甘格梁窜抵土城子、头股地一带及其以北地区集结。7月底，伪“西北防共自治军”（300餘人）司令于志谦、副司令馬子玉，數次進攻興和等地:514。
傅作义部当令驻守兴和的一个营，于8月1日晚实行突袭。8月初，傅作義親臨前線，命師長彭毓斌、團長許書庭先後率部出擊，斃敌數百人，俘虜马子玉等60余人:514。8月2日，王道一部主力从东南北三面进攻红格尔图。驻守该地的晋军骑兵第一师第三旅第三团一个连，当即实行抗击。骑三旅旅长彭毓斌命令骑三团悉数增援红格尔图。增援部队立即将大汉义军进攻部队击退，进入红格尔图。傅作义和骑兵军军长赵承绶于当晚赶到集宁，决定歼灭王道一伪军。命令骑三旅第六团全部及旅特务连向红格尔图以东攻击，会同第二团内外夹击。8月4日夜至5日凌晨2时许，晋军一部在红格尔图东面察哈尔境内之阳坡村、土城子一带将伪军歼灭，另一部袭击了头股地、小土城子的王道一司令部。两支晋军在战斗中均取得了胜利，而“西北防共自治军”则几乎全军覆没，王道一在逃回商都之后即被日军处死。傅作义也由此得出判断，日军和日伪军即将大举进攻绥远。随后傅作義傳令將俘获的伪军首領全部處死:514。

### 反日呼声高涨
九一八事变爆发后，南京国民政府一直采取的是“攘外必先安内”的方针，这在国内激起了非常大的不满。1936年5月，全国各界救国联合会（简称“全救会”）在上海成立。在“成立宣言”中，宣告全救会当前的主要任务是要促成全国各党各派团结抗日。全救会成立后在促进全国团结、实现全国抗战方面做了大量工作。7月10日全救会推派代表到南京请愿，要求国民政府领导全国人民“立即对日抗战”，并举行记者招待会，介绍全救会的主张和成立经过，希望新闻界人士积极支持全救会工作，多多登载全国救亡运动消息。7月15日，全救会又以沈钧儒、章乃器、陶行知、邹韬奋4人名义发表《团结御侮的几个基本条件与最低要求》的公开信，提出6点希望：希望蒋介石放弃“先安内后攘外”的政策，联合各党各派共同抗日；希望陈济棠、李宗仁等地方实力派推动国民政府抗日；希望宋哲元不再压迫学生爱国运动；希望全国人民敦促国民政府出兵抗日。
华北事变以后，一些中间派和地方实力派的政治态度也向着要求全国团结和实现全国抗日的方向转变。福建事变领导人李济深、陈铭枢、蔡廷锴、蒋光鼐等于1935年7月在香港成立中华民族革命同盟，确定抗日反蒋方针。1936年9月接受中共抗日民族统一战线政策，改变反蒋方针，表示愿为“国共合作救亡”竭尽“斡旋之力”。1935年11月，中国国民党临时行动委员会在香港召开第二次全国干部会议，决议改名中华民族解放行动委员会，呼吁各党各派团结抗战，“共赴国难”。这时，一些地方实力派也转向抗日，李宗仁、白崇禧通电全国，要求进驻陕西的中央军转赴绥远前线；要求国民政府批准桂军一部或全部北上援绥。余汉谋在广东组织“出察援绥军”；张学良向蒋介石递交了“援绥请缨抗敌书”；杨虎城表示陕西、绥远接壤，唇亡齿寒，也向蒋要求率部赴绥抗战。

### 傅作義堅持鬥爭
綏遠省政府主席傅作義多次派其俄文秘書烏蘭夫前往百靈廟，對保安隊隊長雲繼先曉以大義，促成雲繼先率1,000名官兵反正:513。德王公开投日后，反对投靠日本的云继先率领保安队于1936年2月21日发动了百灵庙暴动，将百灵庙的蒙政会保安队全部带走，并接受了傅作义的收编。暴动发生后，板垣征四郎以“中间人”的身份企图拉拢傅作义加入“蒙古自治”的行列中，遭到了傅作义的拒绝。綏遠省政府主席傅作義與察哈爾省政府交涉，減免鴉片過境稅三分之一稅款，寧肯收少70萬元，也叫德王一無所得:513。
1936年8月，蒙政会内部关于乌拉特前旗的领导问题出现分歧。當時西公旗老王死去，德王支持其侄巴圖巴雅爾，與老王另一侄子不拉多濟爾爭位，傅作義命王靖國派兵化裝成西公旗保安隊進攻，打死巴圖巴雅爾等人:513。此外，傅作義还在察北接攘邊界之集寧、陶林、紅格爾圖、土牧而台等地構築國防工事:513。日本關東軍參謀長板垣征四郎等來到綏遠，對傅作義說：「宋哲元能力不夠，請傅將軍出面領導『華北獨立』」，並許諾給6000萬大洋作為個人贈款；傅作義予以拒絕，周旋到底:514。

## 战前形势

### 日军方面

#### 相关部队概况
为“准备”“由察北向绥东出动”，“把傅作义从绥远赶走”，根据日本关东军的“建议”，1936年7月，蒙古军政府下属部队编成新的“蒙古军”，成立“蒙古军总司令部”，德王任总司令，李守信任副总司令。在原李守信部察东警备军的基础上扩编为蒙古军第1军，李兼任军长，下辖1、2、3、4师和一个直属炮兵队；以德王的“蒙政会”保安队和骑兵团为基础扩编为第2军，德王兼任军长，辖5、6、7、8师，还有一个警卫师、炮兵队和宪兵队，“总兵力约达1万余人”。
“大汉义军”是关东军临时拼凑起来的，其兵源大致来自以下几个方面：一是通过冯玉祥旧部张万庆向第29军刘汝明部借来的兵；二是绥东土匪头子石玉山纠集的察北和绥东的土匪和民团；三是从冀东调来的伪军；四是由李守信部伪蒙古军拨给的胡宝山部一个骑兵团。“大汉义军”9月编组，10月编成，辖5个旅，石玉山、金宪章、安华亭、王子修、杨守诚分任旅长，寇子严任参谋长。此外还有骑兵支队、骑炮营、手枪团、游击大队等直属部队，全军共约5000余人。
关东军并未直接参与作战，其所提供的兵力全部都是顾问和指挥官，除了上述提到的各路顾问外，关东军驻嘉仆寺特务机关长田中隆吉是日伪军在此次战争中的主谋和指挥。

#### 作战部署
10月初，日本特務機關長田中隆吉和德王經過反覆研究，制定具體侵綏方案，並得到關東軍司令部批准:514。田中隆吉与德王、李守信、王英等11月5日在嘉卜寺召开军事会议，决定以李守信、王英两部进攻绥远。进攻计划，分兵三路：以李守信第一军，部署于绥东兴阳一带为左翼，德王第二军部署于绥北土木尔台以北地带，并以伪蒙军第七师进驻百灵庙为右翼；另以王英“大汉义军”为主力，进攻红格尔图和土城子一带。计划先夺取红格尔图，然后从百灵庙和兴和同时出动，一举攻占归绥市。再分兵进占绥东集宁和绥西包头及河套地区。王英所部开离其商都华地，逐步向西移动。同时，李守信率领第一军由张北移至商都，作为第二线。德王的第二军主力市置在尚义，化德一带，以为后援；其第七师穆克登保部早日由后草地，绕道向百灵庙进驻，作为北线的作战主力。伪军出动的总兵力约为15000余人。這個方案明確出師目的是「打倒綏遠省主席傅作義」，計劃以王英「大漢義軍」打頭陣，偽蒙古軍殿後，波浪式攻佔平地泉（今集寧），然後奪取綏東4縣，接着進入歸綏或大同，再讓王英軍佔領五原:514。

### 国军方面

#### 计划部署
面對日本對綏遠步步進逼，國民政府和晉綏地方政府採取強硬態度。1936年春，蔣介石調集中央軍5個師入晉，準備打擊經過長征進入西北之紅軍，同時也準備對日本侵犯綏遠有限度抵抗。9月18日，中央軍小炮隊1個大隊開抵綏遠:493。
10月12日，中央軍國民革命軍第十三軍湯恩伯部及騎兵第七師門炳岳部亦奉令入綏參戰:493，但前提条件是日军扩大进攻。同日，蔣致電閻錫山，決定調中央軍第四師、第二十一師和第八十九師增援綏遠:493。
10月21日，蔣又電告閻，正在南京舉行之中日談判:493。10月24日，傅作义飞抵太原，向阎锡山请示有关对日作战的问题。阎锡山表示全力支持傅作义，命令驻防绥东的晋军赵承绶部骑兵军（辖第一、二两师）和驻防包头、绥西的晋军王靖国部国民革命军第十九军所属第七十、七十二师归傅指挥；驻防晋北阳高、天镇的晋军李服膺部第六十八师由晋入绥，归傅节制；晋军独立第七旅，独立第八旅以及晋军炮兵司令部所属4个炮兵团在晋北大同附近集结，准备援绥。10月底，傅作义前往太原、洛陽，向蒋介石、閻錫山慷慨陳詞，請求禦侮:514。10月30日，傅作義與閻錫山向蔣介石请示对日作战事宜。几经劝说后，蒋介石对绥远抗战此时也采取了相对支持的态度。蔣同意晋绥军将领傅作义進佔百靈廟，趕走德王偽蒙古軍:493。但蔣要傅作義以忍讓為主，非到不得已時，不可輕易對敵作戰:514。
11月8日晚，傅作义召开營以上軍官秘密軍事会议，商討反擊:514。会议研讨后，针对日伪兵分3路进犯绥远的态势，决定成立绥东、绥北两个防务总指挥部。会上，傅作義决定由骑兵师长彭毓斌和步兵第二一八旅旅长董其武為绥东防务总、副指挥官:514，率骑兵第一师所属骑兵第一、二、三团和步兵二一八旅所属四三五、四三六团，第二一一旅所属第四二二团以及炮兵1个营负责绥东方面防务。另以晋军李服膺部第六十八师所属四二六团进驻兴和、第四〇一团进驻大六号，警戒集宁东北一带。任命骑兵第二师师长孙长胜和步兵二一一旅旅长孙兰峰为绥北防务总、副指挥官:514，率骑兵第二师所属第四、五、六3个骑兵团，步兵二一一旅所属四一九、四二一2个步兵团，晋军王靖国部第十九军第七十师所属补充1团以及炮兵1个营，负责绥北方面防务。
11月17日，蔣自洛陽親赴太原晤見閻錫山，11月18日在綏靖公署召集各機關公務員訓話，大意一切應以堅固守靜之態度沉著處理:977-978。傅作義從前線趕來，蔣要傅作義迅速停火，以免「影響中央誓死剿共政策」；傅作義則要求反攻百靈廟，蔣表示反對:515。

#### 作战序列
11月4日，傅作义由太原返回归绥，即会同赵承绶赴前线检查战备。11月11日，阎锡山以军委会副委员长、太原靖绥公署主任的身份，发布关于绥远作战部队序列的命令：
| (一)傅作义为晋绥剿匪军总指挥兼第一路军司令官，第一路听部为第三十五军，附第二〇五旅（欠第四〇七团），独立第七旅，补充第十二团，炮兵第二十一、二十九两团，及小炮大队（欠第一、三中队）。 (二)汤恩伯为第二路军司令官，指挥所部第十三军，附第七十二师，及炮兵第二十七团。 (三)李服膺为第三路军司令官，指挥所部第六十八师，附炮兵第二十四团，及小炮第一、三两中队。 (四)王靖国为预备军司令官，指挥所部第七十师（欠第二〇五旅第四〇七团），附独立第八旅。 (五)赵承绶为骑兵军司令官，门炳岳为副司令官，指挥骑兵第一师、第二师，及第七师。 |

此外，先前从蒙政会投靠到傅作义帐下的正黄旗总管达密凌苏龙旗下的绥东四旗（正黄、正红、镶红、镶蓝）剿匪军司令部设在正黄旗政府所在地十二苏木，下辖3个中队，1中队驻兴和县和正黄旗巧尔基庙、四苏木一带；2、3中队驻十二苏木、土木尔台、阿贵庙等地，共约700余人，是一支蒙古族骑兵部队。该部队配合晋绥军参与了当地的防御工作。

## 战争经过

### 最后通牒

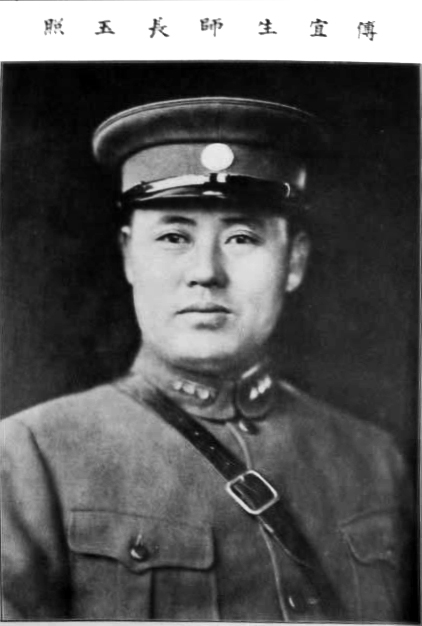
傅作义像

1936年11月5日:514，在田中隆吉的鼓动下，察境蒙政会委员长德王向傅作义发出宣戰通电:514，指责傅作义“唆使”百灵庙兵变，破坏蒙古地方自治。田中隆吉宣稱：「『九·一八』時，東北軍一打就跑，這回綏遠軍可能一嚇唬就跑。」:514
11月8日，傅作义覆电指斥德王投敵賣國:514，在回文中对德王的电文逐条批驳。

### 红格尔图战役
大汉义军于11月13日接到了日军指挥部下达的作战命令。14日夜，大汉义军主力从商都出发，向红格尔图方向推进。紅格爾圖是商都通往百靈廟必經之地:514-515。当夜12时，其先头部队进至距红格尔图四里之阳坡村，与达密凌苏龙派出的巡逻队遭遇，发生前哨战。
11月15日上午8时，大汉义军1500余人开始向红格尔图发起进攻，驻守红格尔图的晋绥军随即展开防守。战斗中日军出动了飞机四架、山炮六门，向东、北两面围墙猛轰，掩护分由东北南三面，向城内进攻的步骑兵。而城内的守军则以工事堡垒为依托，双方激战两个小时后，大汉义军暂时撤退。此后大汉义军继续进攻，战至下午5时，大汉义军先後多次冲锋，全部被击退。
彭毓斌在集宁得知战况后，立即下令驻防高家地的骑兵第六团，利用夜间增援红格尔图。11月14日晚上12点，骑六团团长张培勋率该团两个连及机枪一排，由高家地驰来增援，从西门进入红格尔图。11月15日凌晨6時左右，在田中隆吉親自指揮下，大漢義軍5000餘人以飛機大炮作掩護，向陶林縣屬紅格爾圖進攻:514。田中隆吉、王英指挥两个骑兵旅，一个步兵旅向红格尔图猛扑，先後7次冲锋:515。
11月16、17两日，在田中隆吉指挥下，大汉义军总指挥王英率领石玉山部和杨守诚部两个骑兵旅、金宪章部步兵旅、两个炮兵连以及胡宝山部骑兵支队、于志谦率领的游击大队等直属部队，在日本飞机掩护下，从东、南、北3面继续向红格尔图守军阵地猛攻，但阵地始终在守军手中。
11月15日，傅作义和赵承绶赶到集宁前线，亲自指挥作战。11月16日，傅作義趕到平地泉指揮:515。
11月16日上午，傅作义与赵承绶命令骑兵第一师师长彭毓斌率骑兵4个团，步兵第二一八旅旅长董其武率步兵2个团及炮兵1个营，抄击大汉义军於红格尔图附近，內外夾攻；彭、董二部星夜出擊，秘密集結在紅格爾圖西南旦岱溝一帶:515。
11月17日拂晓，进击部队步、骑、炮兵三隐蔽集结于八苏木附近，距大汉义军集结地只有二三十公里。当天上午9点，彭毓斌发布进攻命令：“本师以奇袭该敌之目的，拟下今（11月17日）夜行动，于明（11月18日）拂晓向该匪侧背施行攻击，务期歼该匪于红格尔图以东，野猫沟以西一带地区。”同时，调驻守丰镇的第六十八师第四〇一团至大六号，掩护集宁东北一带，支援出击部队。骑一师阳步二一八旅当时分驻集宁、大六号、旗下营、卓资山等地，距离指定集结地八苏木，近者110里，远者达270里，但他们还是在一夜之间所有部队都赶到了集结地区。
这时，王英伪军在前线的约有三、四千人。除以一部围攻红格尔图，其余则分布于土城子、打拉村、台道湾等处。11月17日晚上11時，董其武在廷镇以南十二苏木召开部队长会议，下达作战命令：第四二二、第四三六两步兵团各加属炮兵一连，于18日凌晨2点時，向土城子、打拉村、二台子、七股地一带的日伪军进行分割包围，并分别聚歼；同时命令骑兵团秘密迂回于打拉村、土城子以东地区，截击溃退和增援的日伪军。12時，董其武率步兵第四三六李作栋团、第四二二王雷震团，山炮一营，向头股地、土城子、阳波村等处的大汉义军进袭，骑兵第三、四团及炮兵一连，向三股地、打拉村之敌奇袭，骑兵第五团主力及装甲车队、特务连为师之预备队，防守从商都到红格尔图的道路。11月18日凌晨1時30分，各部队疾进至不浪山腰。凌晨2時，发起總攻，分路包抄，打得大漢義軍猝不及防。:515第四二二团先在土城子以南与敌发生激战，随即攻占了阳坡村。绥军骑兵攻占三股地后，冲至打拉村。第四三六团先后攻占了头股地、小土城子。上午7時，大漢義軍全線崩潰:515，土城子以北东西山腰也被晋绥军步兵占领。红格尔图东南北三面的大汉义军部队开始向北方逃窜，其中南面的攻城伪军绕道城东向北逃窜。8時30分，骑一师师部胜利进入红格尔图。此次作战大汉义军阵亡500余人，被俘20余人，连同保卫红格尔图3天之战，大汉义军共损失兵力1000余人（据董其武提供的资料上显示，“是役共毙伤敌伪军1700余人，俘虏伪军300余名”）。
在红格尔图激战的同时，驻守兴和的晋军李服膺部1个团，在11月17日至18日与来犯的大汉义军展开了攻防战，至18日中午最终将对方击退，20日大汉义军全部退出兴和。

### 百灵庙战役

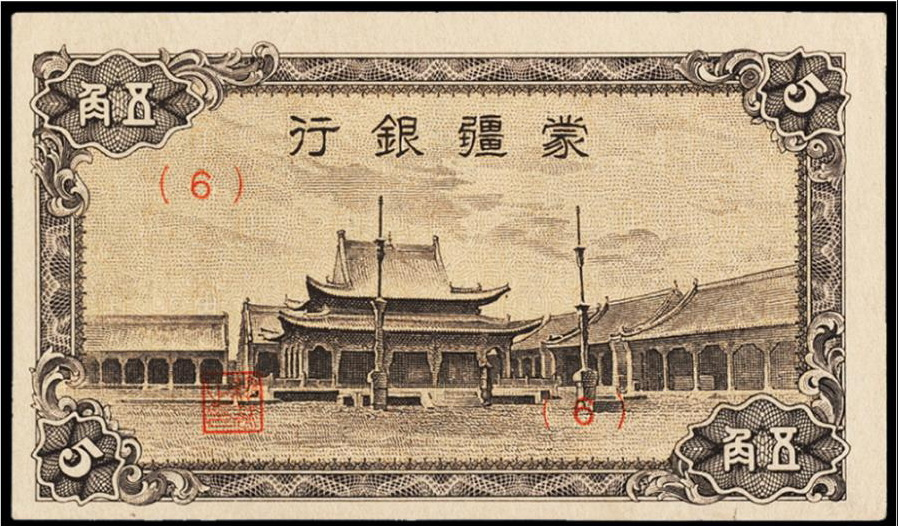
蒙疆银行五角纸币上的百灵庙

百灵庙有公路北达外蒙古乌兰巴托，东通谤江、嘉卜寺，西南接包头，东南连归绥。地勢險要，是通向新疆、蒙古之交通要樞，地理位置重要，清康熙皇帝北征時曾敕廟為「鴻厘寺」:515。百灵庙位于绥远北部，在省城归绥西北约330里，距武川县城240里，是乌兰察布盟（现属于内蒙古自治区包头市达尔罕茂明安联合旗）草原上一个著名的召庙。这个内蒙古西部的重镇，为喇嘛、蒙民聚集之中心，是汉蒙交易集合最为繁盛的地区，更为内蒙古人士心目中的圣地。自百灵庙蒙政会成立以来，该地区一直处于德王的控制之下。
田中隆吉和德王以为百灵庙在名义上仍是南京政府隶属之下的绥境蒙政会所在地，绥远军队不会前去进攻，而这里又距包头较近，可以随时发兵攻略，因此，他们既把百灵庙作为进行绥远战争的后方基地，又将它视为尔后进攻包头的前进基点。红格尔图之战发动前，11月初，蒙古军第二军第七师穆克登宝部开抵百灵庙。并运来大批粮袜、武器，电结该地。百灵庙地势易守难攻，其四周环山，周围约二十余里。各山距庙约二三里不等。山外为没有开辟过的草地，地势平坦，几乎没有步兵掩体。庙舍及商店全都在山里，对于攻击部队而言非常难于隐蔽起来再接近守军。庙被山河环绕，镇中有高大僧房，全都可以可当作街垒巷战用的工事，对于缺乏重武器的攻击部队也是一个障碍。而且伪蒙古军在百灵庙经营多时，作战的准备非常充分，而且是以逸待劳。庙外有大小山口九个，人称九龙口。伪蒙古军在百靈廟四周九大山口（山顶、山腰、山脚）修築堅固防禦工事，並屯積大量武器彈藥和兩萬袋麵粉:515。守军可作战较长时间，绥军粮弹仅有随身携带的一部分，完全无法形成对比。绥军攻击兵力也并没有比对方高多少，且多数为步兵，伪蒙古军则多为骑兵，机动能力上比晋绥军占上风。
晋绥军方面，在红格尔图作战开始之前，绥军就在百灵庙一带展开了侦查。红格尔图战役刚刚结束，傅作義返回綏遠後即部署收復百靈廟；他再次召開營以上軍官會議，集思廣益，確定攻打百靈廟要以奇襲制勝:515。傅作义立即在11月18日在集宁发出电令，命令准备攻打百灵庙的各支部队开始行动。11月20日中午，傅作义返回绥远，展开军事部署。

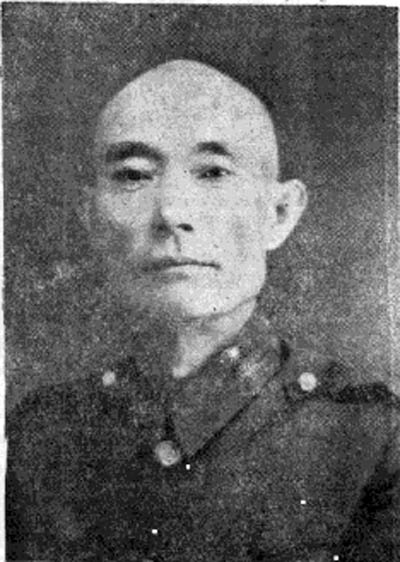
《中国当代名人传》中的孙兰峰照片

面对如此情况，傅作义及其指挥部对战斗进行了详细部署。11月20日，傅作义在归绥召集孙长胜、孙兰峰和袁庆荣，部署作战事宜，要求以最快的速度达成作战目标，并完全消灭守军。傅作義命令騎兵第二師師長孫長勝、步兵第二一一旅旅長孫蘭峰率步兵8個營、騎兵8個連、山炮1個營、裝甲車20輛、汽車24輛，於11月23日午夜發起總攻:515。同时，傅作义做出了战斗安排，要求部队以最快的速度和手段占领百灵庙。
按照指挥部的命令，晋绥军攻击部队均须在11月23日晚10時前到达攻击准备位置，约在守军阵前约2千米的位置。11月23日下午1時，晋绥军出击部队开始由集结地进发。部隊頂風冒雪，按規定時間進入目的地，突然進攻蒙古軍:515。当夜10時左右，中央纵队进抵守军蒙古营盘前3里处，与蒙古军哨兵开火。四一九团一营立即向前推进，将蒙古营盘的守军击溃，占领庙东南第一层山头。左纵队及右纵队和骑兵纵队在得知中央方向打响后，开始加快前进速度，虽地形生疏，但是士兵们很快已越过了百灵庙外围的第一道防线，进入百灵庙周围的山丘之内。24日凌晨1時，双方在百灵庙外围的山群中激战。2時到4時，攻击部队深入各山的蒙古军阵地，双方战线相互交错。经过反复拼杀，4時以后，战斗更趋激烈，绥军阵地向前大幅推进，蒙古军据工事阻击绥军，战局进人苦战状态。綏軍於11月24日凌晨全部佔領外圍山頭:515。到了6時，第四一九团及预备队两连向前突击，炮兵队也轰击前进，第四二一团及预备队一营连同钢甲车队向东南角推进。上午7時，东方放明，战斗更烈。战事进入到胶着状态，绥军出现大量伤亡。日機關特務長勝島角芳即組織蒙古軍據險死守:515。
此时天已经开始放晴，如果再无进展，绥军的攻城将会更加困难。绥军指挥官孙长胜和孙兰峰见状，下达突击命令。此后孙兰峰来到第一线亲自指挥作战，各方面也开始协同进攻。一番激战之后进入镇中，双方展开巷战。同时绥军炮兵集中各类火炮向东北、西北两山的蒙古军后方猛轰。傅作義急令孫蘭峰將山炮營推進至百靈廟東南高地附近，向女兒山射擊，並命令韓天春營長指揮裝甲車隊，配以汽車，共同向百靈廟東南山口衝擊:515。随后6辆汽车满载步兵也由最大的土山口冲入。骑兵主力在庙北绥境蒙政会方向，双方激战后，守军死伤大半，绥军突破北山口，进入镇中。日本少將銜特務機關長勝岛角芳和偽第二軍日本顧問烟草谷、偽第七師師長穆克登寶等人乘車逃跑，翻入溝內逃脫:515。战斗持续到11月24日上午9時30分，經過七上七下反覆爭奪，绥军歼灭大部伪蒙军，收复百灵庙:515。
此役蒙古军阵亡300人（一说七八百人），被俘300人，傷600人:515。绥军缴获大炮10余门，机枪10余挺，步枪600余支，无线电台数部，弹药一库房，汽油500余桶，白面2万袋以及战马等。绥军方面，此役共伤亡300余人。
由于百灵庙在此之前被德王经营多年，傅作义等断定德王不会轻易放手，必定会组织部队反攻。同时因为日军方面占据空中优势，为防止因刚刚占领就被日军飞机成队轰炸造成大量伤亡，晋绥军指挥部方面下令主力部队先撤出百灵庙，等待下一步的指示。11月28日，傅作义、王靖国、赵承绶在归绥进行会商，并制定了作战方案。随后，傅作义等人作出了相应的部署。
按照预定计划，攻占了百灵庙的绥军，除了留下刘景新团一个步兵营、两个骑兵连驻守庙区，修补工事、注意警戒外，其余主力于11月24日下午3時悉数撤回原集结地二份子镇一带待命。日军飞机十架在部队撤出后没多久就开始轮番轰炸百灵庙，而绥军仅被炸伤两匹战马。
田中隆吉随即命令“大汉义军”副司令雷中田率领金宪章、石玉山、葛子原、赵奎阁等部向锡拉木楞庙集结后，向百灵庙反扑。11月28日，大漢義軍一方面以汽车百余辆陆续运援兵3000余人至锡拉木楞庙，一方面由王英率所部骑兵2000余人在11月29日和30日从商都以北绕过土木尔台，经草地向西進到陶林西北民地边、黑山子一带:516。这时「大汉义军」旅长石玉山、金宪章与傅作义方面建立秘密联系，准备随时投靠绥军，因而这两部伪军到达锡拉木楞庙后借故没有加人反攻行列。雷中田于是只率领葛子厚、赵奎阁等两部伪军1000余人开始反攻。12月2日晚，田中隆吉命令“大汉义军”副司令雷中田率伪军反撲百靈廟:516，以装甲车10辆为先锋，用汽车装载1000余名伪军从大庙出发，并于次日凌晨6時赶到百灵庙附近。
在此之前日伪军经过飞机侦察，得知守庙部队不足两个团，且防守重点在东北面而疏于西南，乃决定先从西南方猛攻。绥军在得知日伪军动向后，立即命令孙兰峰旅主力于12月1日晚进驻百灵庙，准备防卫战；并令孙长胜率骑兵师七、八两团由二份子、察察向乌兰花推进，同时该师的第四团由集宁经大滩向乌兰花急进，截击王英骑兵。12月2日，孫蘭峰第二一一旅迎擊日偽軍:516。
12月3日凌晨3時，大汉义军对绥军阵地开始发动进攻，但是接连受挫。在百灵庙西南部的战斗当中，绥军发起伏击，大汉义军当场阵亡上百人，被俘230余人。此后大汉义军进攻一直毫无进展，3時30分，西面大汉义军约500人滞留在绥军阵地前约3里外的一个之山凹内，刘景新团二营绕道侧背后发起夹击，大汉义军死伤数十人，其余向东南方向逃走。上午9時，傅作義部擊斃雷中田等500餘人，其餘偽軍與日本顧問逃去:516。下午7时，绥军发起反击，日伪军被击溃，绥军随即追击60里，击散其掩护部队后返回。此时已经是4日上午9時左右。此战过后，200余名伪军被俘，日伪军反攻百灵庙的尝试彻底失败。王英伪军主力一部遭到严重打击，致使锡拉木楞庙的日伪军守备力量大为削弱，并将王英所部主力牵制于乌兰花一带，这就为绥军发起攻占锡拉木楞庙的战斗铺平了道路，成为锡拉木楞庙战役的序战。

### 锡拉木楞庙战役
锡拉木楞庙在百灵庙东面七十余里，位于四子王旗北部。伪蒙军第七师在百灵庙战役遭到惨败后，残部退回锡拉木楞庙和布拉图庙两地休整。雷中田指挥的伪军反攻百灵庙失败后，残余溃兵也退回锡拉木楞庙。这时，德王为了保存其蒙古军实力，又不愿其基本武力第七师与大汉义军同驻一处，特电令穆克登宝将蒙古军第七师驻锡拉木楞庙的部队调往布拉图庙集中。但德王的这个命令当即遭到大汉义军的日本顾问小滨大佐的强烈反对，蒙古军第七师的日本顾问野峙也抽出军刀进行威胁，强令穆克登宝听从小滨的指挥。虽然穆克登宝俯首表示服从，但小滨、野峙对其却不再信赖，并将伪七师所派的岗哨和警戒队伍全部撒下，改换大汉义军接防。于是，金宪章部担任了锡拉木楞庙的防务，石玉山部负责庙南30里的哈拉伊力根的警戒。
这时，「大漢義軍」旅長金憲章、石玉山，派人通過第三十五軍副軍長、前線總指揮曾延毅聯絡反正:516。金宪章秘密派遣其参谋长前往归绥，向傅作义接洽关于投奔的相关事宜，石玉山也暗中派人通过彭毓斌的关系转赴归绥请求被收编。傅作義即以萬金相許，並提出先決條件：必須逮捕所有日本顧問加以槍決:516。由于绥远当局早在开战前已设立专门机构和人员，加上日伪军在红格尔图、百灵庙等几次作战中一败涂地，军心动摇，大汉义军阵前倒戈的时机己趋成熟。
12月4日上午，傅作义召集孙长胜，李思温等举行会议，决定了如下部署：派孙长胜为收复锡拉木楞庙前敌总指挥官，指挥骑兵两个团、步兵李思温团，并附炮兵一营、装甲车四辆、汽车一队，于当晚出动，收复锡拉木楞庙。另以四一九团为总预备队。此次作战，准备以政治瓦解配合军事进玫，以军事为后盾，而尽力争取以政治手段解决问题。
当百灵庙守兵与大汉义军反攻部队激战时，骑二师在乌兰花东北三十余里之南厢村、红房子一带与王英骑兵展开了激战。王英率骑兵2000余人，于12月2日前往武川东北之三原井村，并继续进至库伦图村。骑二师在孙长胜率领下，以七八两团连夜奔袭乌兰花。12月3日清晨，骑二师在南厢村、红房子一带与王英伪军开始交战，将王英所部击溃。王英骑兵向北面四子王府以东方向逃窜。这时，骑二师侦知大庙的大汉义军部队已向百灵庙进攻，于是拼向北追击王英部，从而保证王英无法前往百灵庙参与进攻。12月4日拂晓，归绥总指挥部根据东西两线战况，认为从百灵庙前线败退的伪军残部和王英伪军，极有可能在乌兰花以北草地附近会合，乃决定抓住良好时机，调动军力予以围攻扑灭。鉴于当时前方仅有骑二师主力，步兵尚未赶到，难以合围，遂电令孙长胜设法缓攻，以滞留王英伪军，使其不窜不逃，以待绥军全部进到前方。同时，傅作义又命令李思温团乘汽车立即开赴乌兰花，归孙长胜指挥，参加攻夺大庙的战役。
12月6日，孙长胜指挥的骑二师两个团及李思温团，在四子王府北黄草洼一带将王英伪军截断，独立第七旅马延守部所部两个团亦奉命在乌兰花以北向大汉义军紧逼。王英所部退驻乌兰花西北七八十里的黄陶瓦。这时，王英为求得喘息才机，以摆脱孙长胜师，派人带信给孙长胜说：“我和孙大哥，我们老哥俩打什么！我投日本不是真心，不过是骗日本人点枪炮弹药。现在我要回包头以北，请孙大哥借道给我”。孙长胜与王英有旧交，于是随即派人持信去黄陶瓦面见王英，劝其反正，但是没有效果。
12月7日，李思温团由乌兰花出发，向石玉山部前哨驻地进攻，并成功消灭了一批大汉义军。12月8日，李思温团包围了石玉山部驻地哈拉伊力根。经过联络，石玉山部1个旅、共3个步兵团当即宣布在阵地加入绥军。在大庙，12月9日凌晨，金宪章部也宣布加入绥军，其突击队100多人攻入日本顾问驻地。金、石二人率4000人倒戈一擊，将小滨大佐以下29名日本顧問全部逮捕並槍決，同時徹底殲滅偽軍第七師殘部:516。金宪章部同时向蒙古军第二师发动突袭，将其大部歼灭。10日，金宪章部第二师共两个旅、2000余人正式加入晋绥军 - 新的番号为陸軍新編第二師，金宪章仍任师长。12月9日，傅作義下令收復鍚拉木楞廟，同時命令孫長勝騎兵師長途奔襲，將在小北號王英2000騎兵包圍解決，王英僅帶衛隊百餘人向北方草地逃走:516。同日上午，李思温团进占锡拉木楞庙。王英带着残余杨守程、常子义部逃回张北，被日军全部缴械。战局于是急转直下，大汉义军张万庆所部旅长安华亭率两个团，团长王子修率一个团，共2300余人，不等前往归绥与晋绥军接洽的代表返回，即于12月18日晨开往南壕堑以南，与绥军取得联系，宣布加入绥军。南壕堑是绥东南部伪军的根据地，张万庆部主力加入绥军后，“至是南壕堑一带已无一匪军”。12月19日，大汉义军昌存义部闻安、王已经投靠绥军，即自动向兴和移动，尾随安、王两部接受绥军收编。至此，大汉义军彻底覆灭。
傅作義乘勝奪回商都，閻錫山覆電制止，說：「商都不屬晉綏管轄，與百靈廟原屬綏遠不同，我們若攻商都，恐日方有所借口，會對晉綏不利。」:516
12月15日，歸綏特務機關長羽山喜郎中佐向傅作義遞上日本關東軍最後通牒：要「傅作義撤出綏遠，開往山西，限二十四小時內答覆」:516-517。傅作義說：「現在就可答覆，我是綏遠主席，邊防將領，守土有責，不放棄國家一寸土地，兵戎相見也在所不懼。」:517

## 各界援助
绥战前夕，全救会在上海组织了300多个宣传队共2000余人上街进行抗日宣传并为援绥募捐。赴綏慰問團有80多個，以黃炎培為團長之上海各界綏遠慰勞團於1936年11月25日到綏遠，贈送慰勞金10萬元:515-516。
上海妇女儿童前线慰问团在组织慰问团赴绥途中，一方面积极进行舆论宣传，一方面组织募捐，到了绥远后，又带领慰问团到各地进行慰问演出，联系绥远各界妇女，宣传抗日思想，由于她们工作出色，得到前方将士的赞许，《绥远日报》对她们的活动进行了大量的报道。此外，中国共产党方面也组织了相当数量的各类团队前往绥远慰问官兵。
此外，当时上海、北平、南京、广州、香港、桂林、太原、青岛、济南、云南、归绥、无锡、南昌、南通、镇江、靖江、安庆等地先后都建立了支持绥远抗战的组织；其他的学校团体、比如上海的大同大学、大夏大学、复旦大学，北平的辅仁大学、北平大学、北京大学，南京的计政学院，以及其他来自广州、河南、广西、松江、淮阳、湖南、归绥、武昌、山东、厦门、扬州、凤阳、镇江的各级院校都有参与捐款和组织等活动；上海、南京和汉口等地的工厂也参与了捐款；此外，位于上海、香港、保定、南京等地的机关和团体也参与到了绥远抗战的支持行列；上海和南京等多所学校还组织了一日运动。

## 战争影响
绥远抗战的胜利促进了中华民国的抗日救亡运动，推动中国抗日阵线的更快形成。戰爭最終以晋绥军大獲全勝而告終，大漢義軍在此次戰爭中幾乎全軍覆沒，並最終被撤銷編制，日本方面因為此次嚴重失利而減少了在總攻中使用日偽軍的次數。
百灵庙大捷的消息于1936年11月24日传出时，中国大陆各地报纸对此次胜利竞先发出“号外”。北平、上海、南京、西安等地的救亡团体，纷纷派出代表赴绥慰问。中共中央及中华苏维埃中央政府于12月1日向国民政府和中国大陆各界发出“关于绥远抗战通电”，“要求南京政府增援绥远前线”，“施行停止内战一致抗日”。通电同时号召“全国人民不分党派、不分阶级、不分职业，更亲密的结合起来，……自动的组织各种救国团体与武装力量，如救国会、后援会、义勇军、宣传队、救护队、慰劳队、募捐队等，努力扩大救亡阵线，加强抗日力量，援助现在绥远坚决斗争着的英勇将士。”
百灵庙大捷也促使国民政府的对日政策趋向强硬。百灵庙战役胜利结束的当日，国民政府就致电德王，斥其轻启战祸，并指出百灵庙为绥蒙区域，应尊之前的指令，一律迁出。11月27日，伪满外交部与关东军共同出面发表公告，声称如绥远之局势危及“满州国”之“安宁秩序”，则日本与“满州国”当局，不得不取适当办法，以“防患于未然”。该公告结语宣称：“日军事当局，因盼望内蒙之成功，故对于足以妨害‘满洲国’之事变，不能漠不关心。”对此，南京外交部于11月28日以谈话形式发表声明，“此次蒙伪匪军大举犯绥，政府负有保卫疆土，戳乱安民之责。不论其背景作用为如何，自应予以痛剿。此为任何主权国家应有之行为，第三国无可得而非议”，公开驳斥了日本方面的指责。同日，蔣介石派陳誠到綏遠，命令傅作義迅速停戰，「打到一定程度，要適可而止」:516。傅作義加緊擴充民團自衛隊為國民軍，修建國防工事，舉行防空演習，迎接全面抗戰:517。
随后，蒋介石在11月30日公开赞扬百灵庙抗战，说：“百灵庙之收复，实为我民族复兴之起点，亦即为我国家安危最大之关键”。關東軍接到歸綏特務機關長羽山喜郎中佐報告後，擬由日軍駐熱河第7師團帶領偽軍再度反攻，由於「西安事變」和平解決，日本軍部與關東軍激烈爭吵後，才暫時中止行動:517。
直至1937年抗日战争全面爆发，日军都再也没有动用过伪军来对国军或共军发动过类似于绥远抗战的大规模进攻。同年，「蒙古聯盟自治政府」成立。
1939年9月1日，日本人將「蒙古聯盟自治政府」、「晉北自治政府」和「察南自治政府」3個政權合併，在張家口成立「蒙古聯合自治政府」（1941年改稱「蒙疆聯合自治政府」），德王任「主席」；1945年8月19日，蘇軍佔領德王府，8月23日，八路軍攻克張家口，「蒙疆聯合自治政府」宣告結束。